# Johann Heinrich Karl Hengstenberg
Johann Heinrich Karl Hengstenberg (* 3. September 1770 in Ergste (heute Ortsteil der Stadt Schwerte); † 28. August 1834 in Wetter (Ruhr)) war ein deutscher reformierter Pfarrer und Kirchenliederdichter.
Hengstenberg stammte aus einer alten Dortmunder Patrizierfamilie. Er studierte ab 1787 in Marburg und wurde Hauslehrer in Romrod, Darmstadt und Offenbach. Im Jahre 1795 wurde er als Pfarradjunkt in Fröndenberg ordiniert und übernahm die Stelle des Direktors des Gymnasiums in Hamm. 1799 wurde er Pfarrer an der Stiftskirche Fröndenberg (Grafschaft Mark).
Seit 1808 wirkte er als reformierter Pfarrer in Wetter (Ruhr) und zeichnete sich besonders durch pädagogische Leistungen aus. Deshalb wurde ihm ab 1815 die Reorganisation der Grundschulen in einem großen Teil der Grafschaft Mark anvertraut.
Die lange, schwere Krankheit seiner Frau und ihr Tod im Jahre 1824 brachten ihn dazu, geistliche Lieder zu schreiben. Diese Verarbeitung von Leid und Schmerz gab ihm Stärkung und Tröstung.

## Werke
- Daheim ist's gut. Da soll der Pilger rasten, der sich mit Not und Sorge müde rang
- Gott ist mein Licht, verzage nicht, mein Herz
- Such, o Seele, Gott, den Herrn
- Christus ist erstanden! Jauchzet, Christen alles
- Gemeinschaftliche Feier des Dank- und Freudenfestes am 6ten December 1801, Veranlaßt durch die glückliche Entbindung der Durchlauchtigsten Kuhrfürstinn von Pfalz - Baiern, Begangen in der reformirten Kirche zu Ratingen. Düsseldorf : bei J. H. Schreiner, 1802  (Digitalisat)